# Secret Games 3
Secret Games 3 (Secret Games III) è un film drammatico erotico del 1994 diretto da Gregory Dark e prodotto da Andrew W. Garroni, con Woody Brown, Rochelle Swanson, May Karasun e Dean Scofield. Si tratta del terzo e ultimo film della trilogia di film Secret Games, prodotta dalla Axis Films International.

## Distribuzione
In Italia il film è stato trasmesso in prima visione nel 2005 sul circuito nazionale 7 Gold.